# Пристигастеровые
Пристигастеровые (лат. Pristigasteridae) — семейство лучепёрых рыб из отряда сельдеобразных (Clupeiformes). Преимущественно морские рыбы, распространены в тропических и субтропических водах всех океанов. Несколько пресноводных видов из Южной Америки и Юго-Восточной Азии.

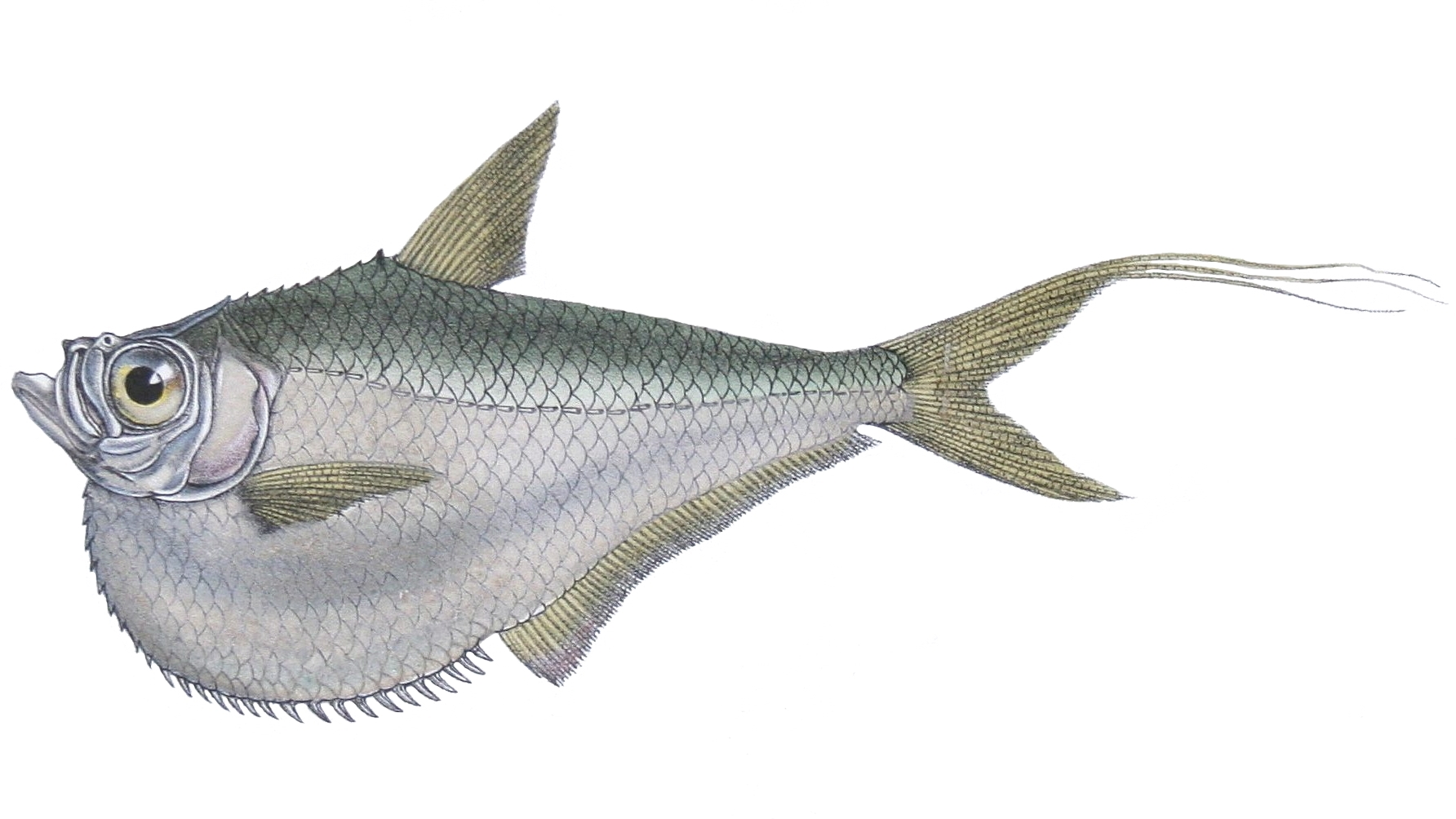
Pristigaster cayana

## Описание
Небольшие по размеру рыбы, длина большинства представителей семейства не превышает 20—25 см. Наиболее крупный представитель — амазонская пеллона (Pellona castelnaeana) достигает длины 80 см. Тело немного удлинённое, сжато с боков, покрыто циклоидной чешуёй. В боковых рядах 35—55 чешуек. На брюхе расположены многочисленные килеватые чешуйки. У топориковых сельдей (Pristigaster) тело очень высокое. Рот конечный, нижняя челюсть немного выступает вперёд, с двумя подчелюстными костями. Зубы маленькие или мельчайшие; только у хироцентродона Бликера (Chirocentrodon bleekerianus) зубы клыковидные. Спинной плавник короткий, расположен в середине тела; отсутствует у Raconda russeliana. В длинном анальном плавнике 30—92 мягких лучей. Брюшные плавники с 6—7 мягкими лучами; отсутствуют у представителей некоторых родов. Предорсальные косточки расположены вертикально или направлены вперёд (почти у всех сельдевидных они направлены назад).

## Классификация
В составе семейства выделяют два подсемейства с 9 родами и 38 видами:
- Подсемейство Pristigasterinae
  - Род Odontognathus Lacépède, 1800 — Кучилы (3 вида)
  - Род Opisthopterus Gill, 1861 — Тартуры, или опистоптеры (6 видов)
  - Род Pristigaster Cuvier, 1816 — Пристигастеры, или топориковые сельди (2 вида)
  - Род Raconda Gray, 1831 — Раконды (монотипический)
- Подсемейство Pelloninae
  - Род Chirocentrodon Günther, 1868 — Хироцентродоны (монотипический)
  - Род Ilisha Richardson, 1846 — Илиши (16 видов)
  - Род Neoopisthopterus Hildebrand, 1948 — Пелады (2 вида)
  - Род Pellona Valenciennes, 1847 — Пеллоны (6 видов)
  - Род Pliosteostoma Norman, 1923 — Сардомачеты (монотипический)